# Ainsley Howard
Ainsley Howard est une actrice britannique née en mai 1983 à Preston dans le Lancashire en Angleterre.

## Biographie
Elle s'est fait connaître avec son rôle de Birdie dans le film Mum & Dad. En 2012, elle rejoint l'équipe de Lip Service de la saison 2.

## Filmographie
- 2006 : Holby City : Gemma Wilkie
- 2008 : Mum & Dad : Birdie

- 2012 : Lip Service : Meg
- 2013-2014 : The Village : Norma
- 2016 : Digby Dragon : Fizzy Izzy (voix)
- 2017 : Still Open All Hours (en) : Carla
- 2011-2017 : Mount Pleasant (en) : Denise
- 2008-2018 : Doctors : Alice Dunbar